# Psyllopsis mexicana
Psyllopsis mexicana är en insektsart som beskrevs av Crawford 1914. Psyllopsis mexicana ingår i släktet Psyllopsis och familjen rundbladloppor. Inga underarter finns listade i Catalogue of Life.